# Bahnstrecke Squannacook Junction–Milford
| Gesellschaft: | zuletzt BM           |                                                  |                                                  |
| Streckenlänge: | ca. 34,2 km          |                                                  |                                                  |
| Spurweite: | 1435 mm (Normalspur) |                                                  |                                                  |
| |                      |                                                  |                                                  |
| Gleise: | 1                    |                                                  |                                                  |
| \| \| \| \| \| \| \| \| vom Bahnhof Ayer, km 0,00 \| \| \| \| ca. 4,8 \| nach Greenville (Squannacook Junction) \| nach Greenville (Squannacook Junction) \| \| \| 5,99 \| Newell MA \| Newell MA \| \| \| 10,25 \| Primus MA (früher Hollingsworth) \| Primus MA (früher Hollingsworth) \| \| \| 14,61 \| Pepperell MA \| Pepperell MA \| \| \| \| Verbindungsgleis zur Strecke Worcester–Rochester \| \| \| \| 18,04 \| North Pepperell MA \| North Pepperell MA \| \| \| 20,74 \| West Hollis NH \| West Hollis NH \| \| \| 24,78 \| South Brookline NH \| South Brookline NH \| \| \| 26,04 \| Brookline NH \| Brookline NH \| \| \| 29,63 \| North Brookline NH \| North Brookline NH \| \| \| 36,60 \| South Milford NH \| South Milford NH \| \| \| \| von Greenfield \| \| \| \| 39,06 \| Milford NH \| Milford NH \| \| \| \| nach Nashua \| \| |                      |                                                  |                                                  |
| |                      |                                                  |                                                  |
| Strecke |                      | vom Bahnhof Ayer, km 0,00                        | vom Bahnhof Ayer, km 0,00                        |
| Abzweig ehemals geradeaus und nach links | ca. 4,8              | nach Greenville (Squannacook Junction)           | nach Greenville (Squannacook Junction)           |
| Haltepunkt / Haltestelle (Strecke außer Betrieb) | 5,99                 | Newell MA                                        | Newell MA                                        |
| Haltepunkt / Haltestelle (Strecke außer Betrieb) | 10,25                | Primus MA (früher Hollingsworth)                 | Primus MA (früher Hollingsworth)                 |
| Bahnhof (Strecke außer Betrieb) | 14,61                | Pepperell MA                                     | Pepperell MA                                     |
| Abzweig geradeaus und nach rechts (Strecke außer Betrieb) |                      | Verbindungsgleis zur Strecke Worcester–Rochester | Verbindungsgleis zur Strecke Worcester–Rochester |
| Haltepunkt / Haltestelle (Strecke außer Betrieb) | 18,04                | North Pepperell MA                               | North Pepperell MA                               |
| Haltepunkt / Haltestelle (Strecke außer Betrieb) | 20,74                | West Hollis NH                                   | West Hollis NH                                   |
| Haltepunkt / Haltestelle (Strecke außer Betrieb) | 24,78                | South Brookline NH                               | South Brookline NH                               |
| Bahnhof (Strecke außer Betrieb) | 26,04                | Brookline NH                                     | Brookline NH                                     |
| Haltepunkt / Haltestelle (Strecke außer Betrieb) | 29,63                | North Brookline NH                               | North Brookline NH                               |
| Haltepunkt / Haltestelle (Strecke außer Betrieb) | 36,60                | South Milford NH                                 | South Milford NH                                 |
| Abzweig ehemals geradeaus und von links |                      | von Greenfield                                   | von Greenfield                                   |
| Dienststation / Betriebs- oder Güterbahnhof | 39,06                | Milford NH                                       | Milford NH                                       |
| Strecke |                      | nach Nashua                                      | nach Nashua                                      |

Die Bahnstrecke Squannacook Junction–Milford ist eine Eisenbahnverbindung in Massachusetts und New Hampshire (Vereinigte Staaten). Sie ist etwa 34 Kilometer lang und verbindet die Städte Pepperell, Brookline und Milford miteinander. Die Strecke ist vollständig stillgelegt und abgebaut.

## Geschichte
Die Fitchburg Railroad betrieb ein Eisenbahnnetz in Nordmassachusetts. Sie beabsichtigte, auch die Stadt Brookline (New Hampshire) an ihr Netz anzuschließen, da dort Kühleis hergestellt wurde, das nach Boston zu transportieren war. Sie unterstützte daher finanziell die 1891 gegründete Brookline and Pepperell Railroad in Massachusetts und die Brookline Railroad in New Hampshire. Die Bahnstrecke sollte südlich von Groton aus der Bahnstrecke Ayer–Greenville abzweigen und über Pepperell nach Brookline führen. Die normalspurige Strecke wurde im September 1892 eröffnet und von Anfang an durch die Fitchburg Railroad betrieben. 1893 wurde außerdem die Brookline and Milford Railroad gegründet, die die Verbindung zur Bahnstrecke Nashua–Greenfield bei Milford herstellen sollte. Diese Verlängerung wurde 1894 eröffnet und ebenfalls durch die Fitchburg betrieben. 1895 kaufte die Fitchburg alle drei Bahngesellschaften und damit die gesamte Bahnstrecke formell auf. Ab 1900 stand die Strecke unter der Kontrolle der Boston and Maine Railroad, die die Fitchburg aufgekauft hatte.
Die Strecke entwickelte nur wenig Fahrgastpotenzial. Die Haupteinnahmequelle blieb das Eis, das im Winter und Frühjahr in einem See bei Brookline abgebaut wurde. In den 1920er Jahren führte die Boston&Maine durchlaufende Züge über Milford nach Manchester ein, die jedoch auch keine zusätzlichen Einnahmen brachten. Im September 1931 wurde daher auf der Strecke der Personenverkehr eingestellt. 1932 endete zwischen Brookline und South Milford der Gesamtverkehr, 1935 auch zwischen Pepperell und Brookline. Die Strecke blieb betriebsfähig und so konnte während einer Eisknappheit im März 1937 erneut Eis aus Brookline transportiert werden. Dies war jedoch der letzte Transport auf der Schiene zwischen Pepperell und South Milford, die Strecke wurde 1939 stillgelegt. Da auf dem Südteil der Strecke alle Bahnkunden in Pepperell angesiedelt waren und die Bahnstrecke Worcester–Rochester ebenfalls durch die Stadt und nach Ayer verlief, baute man 1940 eine Verbindungsstrecke vom Bahnhof Pepperell zu dieser Bahnstrecke, die den Nashua River auf einer eigens gebauten Brücke überquerte. Daraufhin konnte man 1942 den noch verbleibenden Streckenabschnitt von Squannacook Junction nach Pepperell und auch den von South Milford nach Milford stilllegen. Das Verbindungsgleis wurde erst 1982 stillgelegt und abgebaut.

## Streckenbeschreibung
Die Strecke biegt am Abzweig Squannacook Junction auf freier Strecke knapp fünf Kilometer nördlich von Ayer aus der Bahnstrecke Ayer–Greenville ab und führt nordwärts an den Nashua River und an dessen Westufer nach Pepperell. Hier biegt sie nach Nordwesten ab und überquert kurz darauf die Staatsgrenze nach New Hampshire. Nach wenigen Kilometern ist Brookline erreicht, wo die Strecke weiter nordwärts nach Milford verläuft. Der Bahnhof in Milford war als Keilbahnhof angelegt.